# Maurizio Damilano
Pour les articles homonymes, voir Damilano.
Ne doit pas être confondu avec Maurizio Damiano-Appia.
Maurizio Damilano (né le 6 avril 1957 à Scarnafigi) est un ancien athlète italien, spécialiste de la marche athlétique, champion olympique et du monde.

## Biographie
Maurizio Damilano fit sa grande apparition sur la scène internationale à l'âge de 23 ans aux Jeux olympiques d'été de 1980 à Moscou en gagnant le titre sur 20 km marche devant le Soviétique Pyotr Pochenchuk et l'Est-Allemand Roland Wieser. 
Il remporta le bronze sur la même distance lors des deux éditions suivantes.

## Hommage
Le 7 mai 2015, en présence du président du Comité national olympique italien (CONI), Giovanni Malagò, a été inauguré  le Walk of Fame du sport italien dans le parc olympique du Foro Italico de Rome, le long de Viale delle Olimpiadi. 100 tuiles rapportent chronologiquement les noms des athlètes les plus représentatifs de l'histoire du sport italien. Sur chaque tuile figure le nom du sportif, le sport dans lequel il s'est distingué et le symbole du CONI. L'une de ces tuiles lui est dédiée .

## Palmarès

### Jeux olympiques
- Jeux olympiques d'été de 1980 à Moscou ( Union soviétique)
  -  Médaille d'or sur 20 km marche
- Jeux olympiques d'été de 1984 à Los Angeles ( États-Unis)
  -  Médaille de bronze sur 20 km marche
- Jeux olympiques d'été de 1988 à Séoul ( Corée du Sud)
  -  Médaille de bronze sur 20 km marche
- Jeux olympiques d'été de 1992 à Barcelone ( Espagne)
  - 4e sur 20 km marche

### Championnats du monde d'athlétisme
- Championnats du monde d'athlétisme de 1983 à Helsinki ( Finlande)
  - 7e sur 20 km marche
- Championnats du monde d'athlétisme de 1987 à Rome ( Italie)
  -  Médaille d'or sur 20 km marche
- Championnats du monde d'athlétisme de 1991 à Tokyo ( Japon)
  -  Médaille d'or sur 20 km marche

### Championnats du monde d'athlétisme en salle
- Championnats du monde d'athlétisme en salle de 1985 à Paris ( France)
  -  Médaille d'argent sur 5 000 m marche

### Championnats d'Europe d'athlétisme
- Championnats d'Europe d'athlétisme de 1978 à Prague ( Tchécoslovaquie)
  - 6e sur 20 km marche
- Championnats d'Europe d'athlétisme de 1986 à Munich ( Allemagne de l'Ouest)
  -  Médaille d'argent sur 20 km marche

### Championnats d'Europe d'athlétisme en salle
- Championnats d'Europe d'athlétisme en salle de 1981 à Grenoble ( France)
  -  Médaille d'argent sur 5 000 m marche
- Championnats d'Europe d'athlétisme en salle de 1982 à Milan ( Italie)
  -  Médaille d'or sur 5 000 m marche